# Pálffy Tibor
Pálffy Tibor (Dicsőszentmárton, 1967. augusztus 22. –)  Jászai Mari-díjas romániai magyar színész, a sepsiszentgyörgyi Tamási Áron Színház társulatának tagja.

## Élete
1985-ben érettségizett a dicsőszentmártoni Ipari Líceumban, mechanika szakon. 1990-ben sikeresen felvételizett a gyergyószentmiklósi Figura Stúdió Színházhoz. A Figura Kísérleti Színház 1984-ben alakult Bocsárdi László vezetésével. Akkor a legfontosabb erdélyi alternatív társulatnak tartották. Első fontos szerepe: Boleszláv királyfi, Alfred Jarry Übü királyából. Az előadás Debütdíjat kapott a Nagyváradi Rövidszínházi Fesztiválon 1991-ben. 1994-től, a sepsiszentgyörgyi Tamási Áron Színház színésze. 1997-ben a Román Kulturális Minisztérium átirata szerint elismert hivatásos színész. 2008-ban diplomázik a Marosvásárhelyi Színművészeti Egyetemen.
Első filmszerepét 1998-ban a Kántor László rendezte Álombánya című film Imréjeként játssza. Ezt továbbiak követik, mint például a Peter Stickland rendezte Katalin Varga 2007-ben, az Eric Reed rendezte 100 feet vagy a Hajdú Szabolcs rendezte Bibliotheque Pascal 2008-ban.

### Munkássága

#### Színpadi szerepei
Tamási Áron Színház

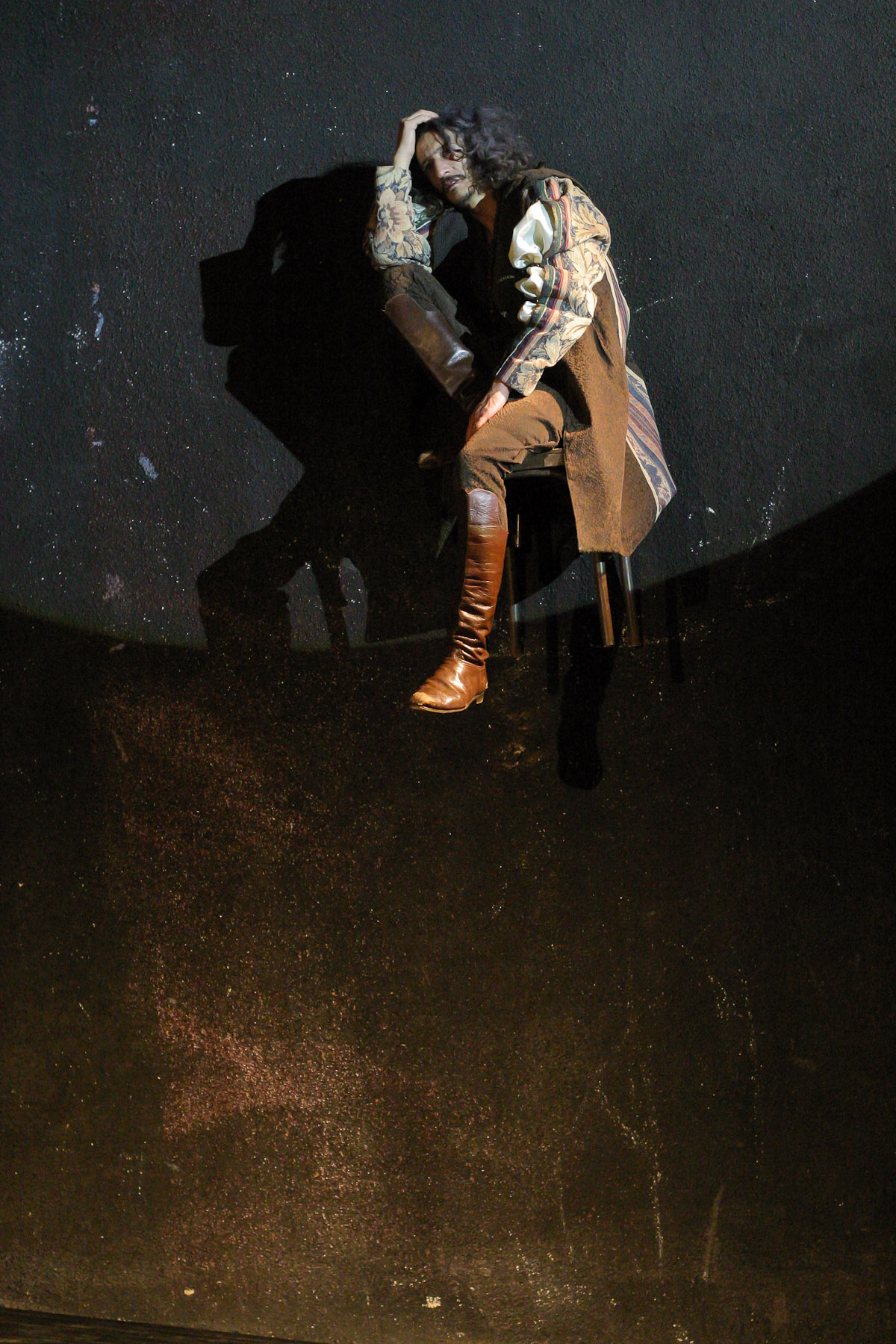
Othello szerepében (2004)

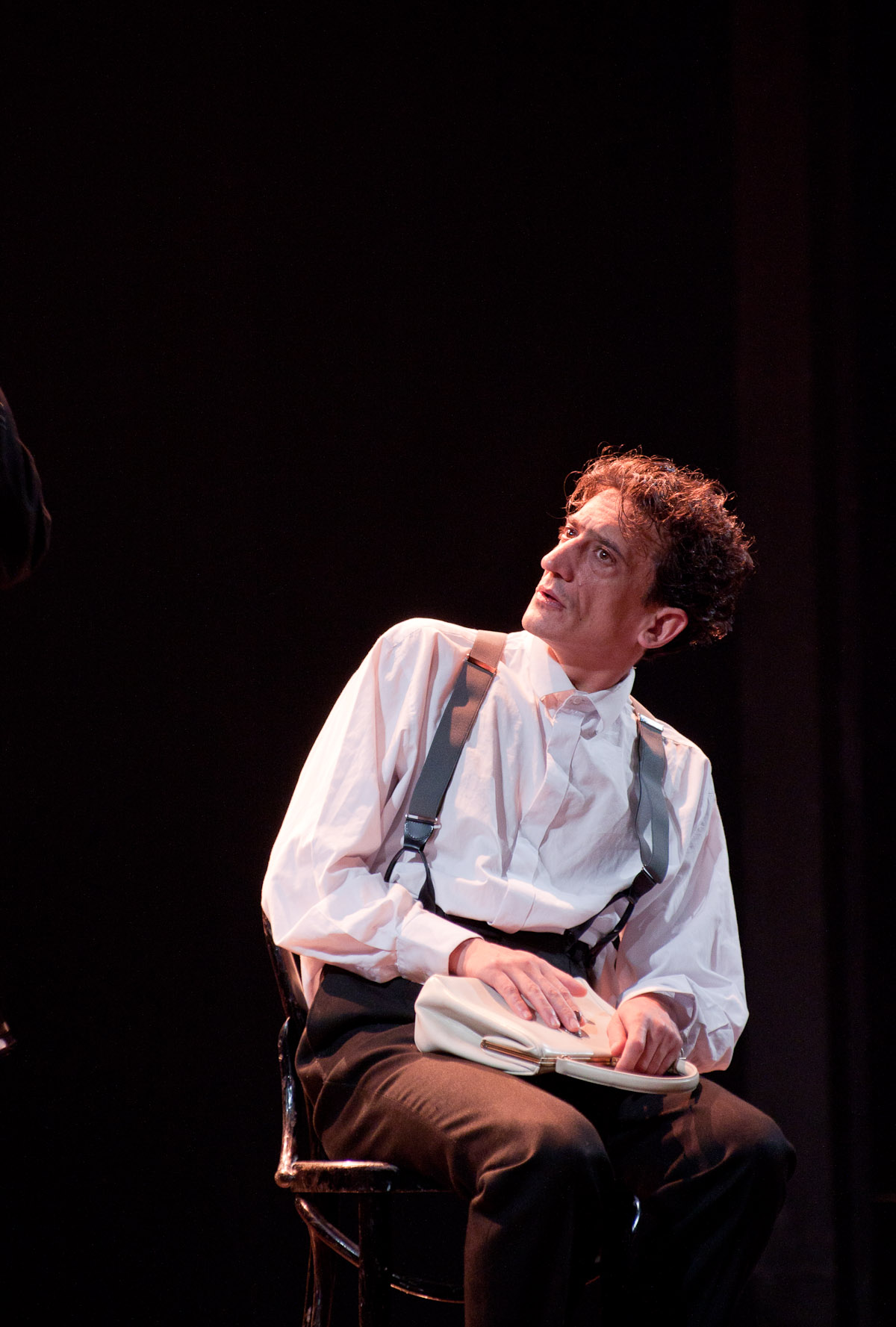
Alceste szerepében (2009)

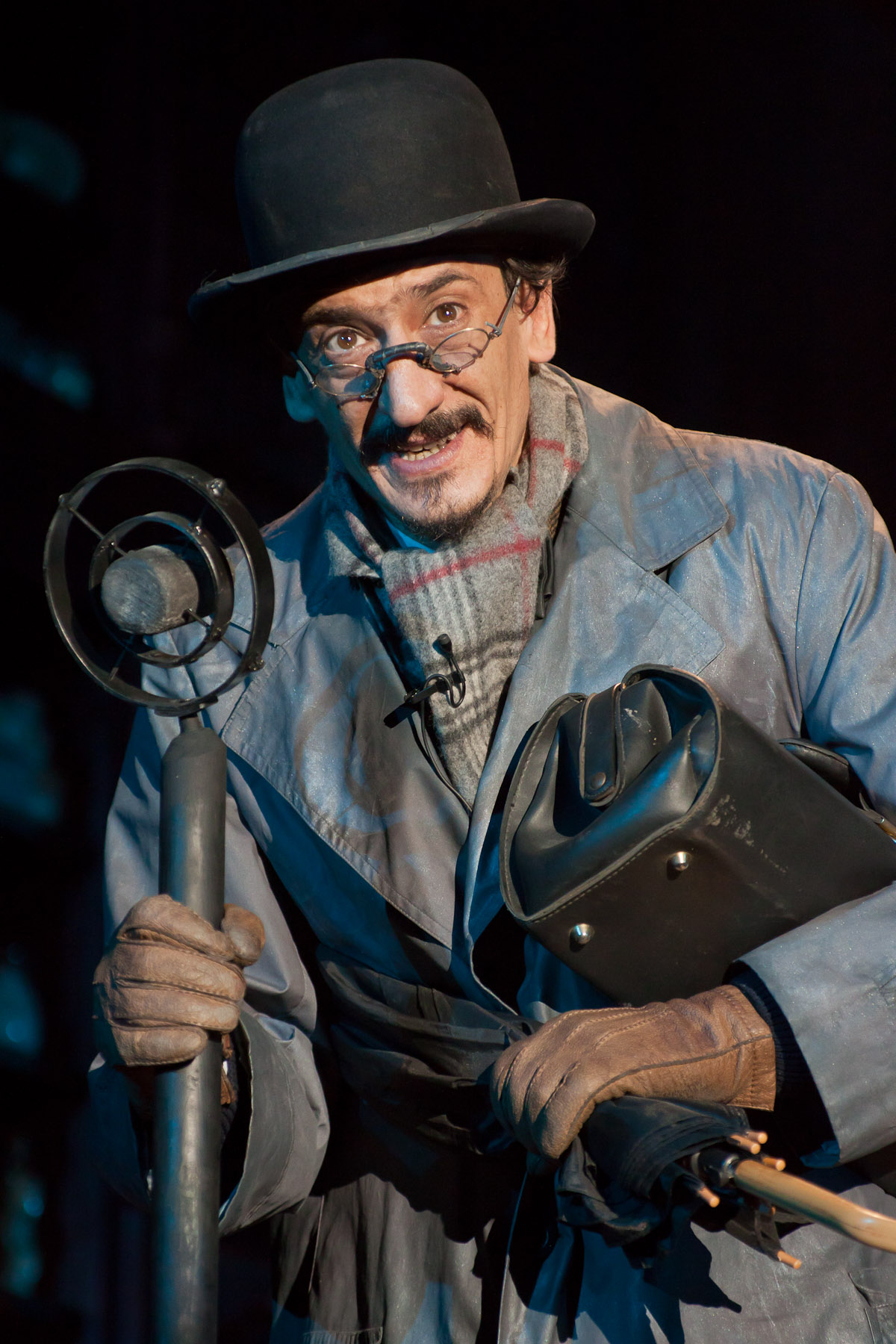
Sipos úr szerepében (2011)

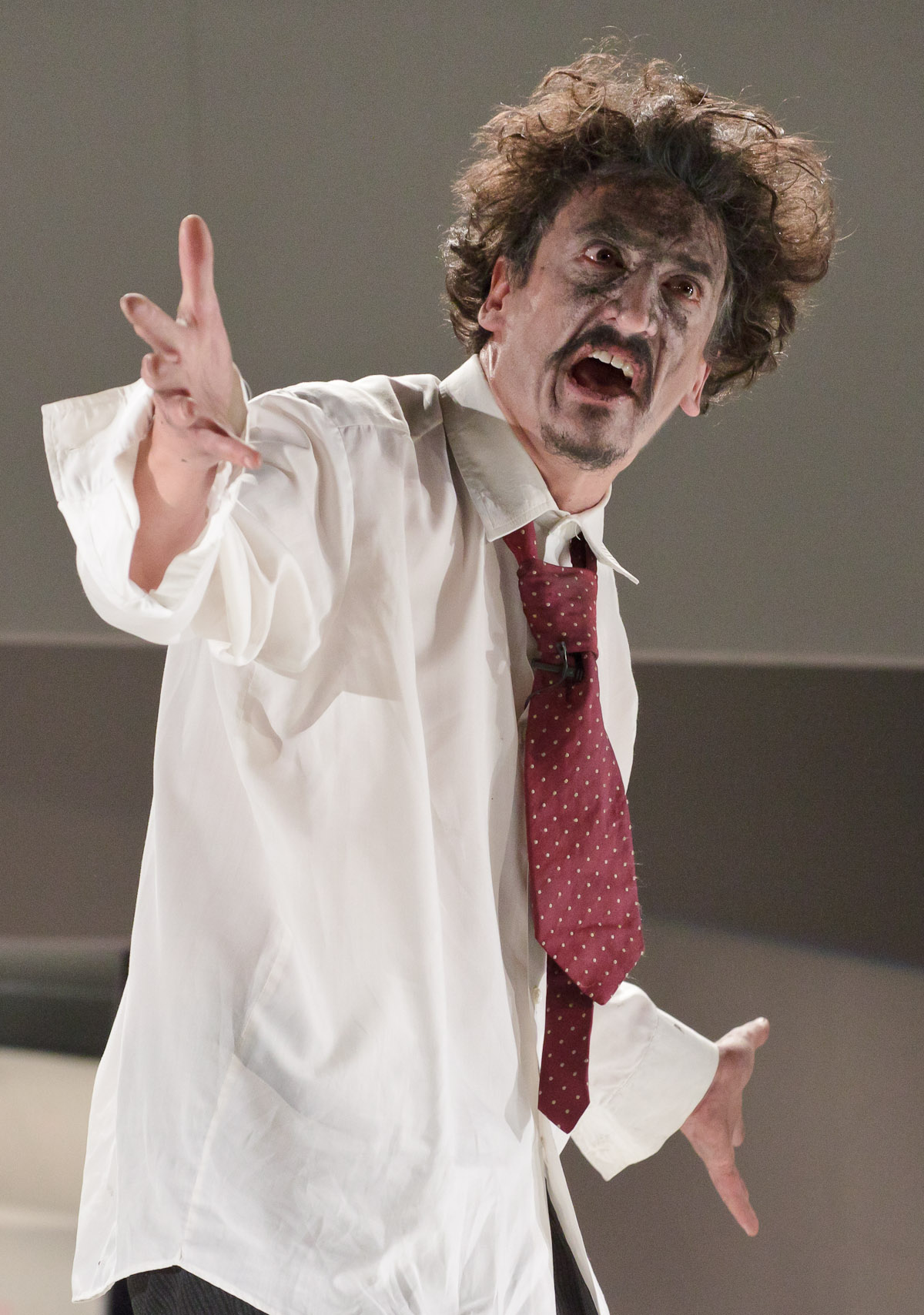
Harpagon szerepében (2012)

- Caragiale: Az elveszett levél/ Nae Caţavencu
- William Shakespeare: Hamlet/ Claudius, dán király
- Kárpáti Péter: Akárki/ Halál, Riporter, Péter
- Molière: A fösvény/ Harpagon, szerelmes Mariannba
- Spiró György: Az imposztor/ Rogowski
- László Miklós: Illatszertár/ Sipos úr
- Szophoklész: Trakhiszi nők/ Héraklész
- Katona József: Bánk bán/ Biberach, egy lézengő ritter
- Friedrich Dürrenmatt: A fizikusok/ Ernst Heinrich Ernesti, más néven Einstein, páciens
- Shakespeare: A velencei kalmár/ Aragonia hercege/ Marokkó hercege
- Tadeusz Slobodzianek: Ilja Próféta/ Ilja próféta, később Jézus Krisztus
- Caragiale: Karnebál/ Nae Girimea, borbély és felcser
- Molière: A mizantróp/ Alceste, Célimene szerelmese
- Samuel Beckett: Az utolsó tekercs/ Krapp
- Francis Veber: Balfácánt vacsorára!/ Pierre
- Csehov: Sirály/ Borisz Alekszejevics Trigorin
- Tamási Áron műve alapján: A csoda/ Bakk Lukács, vénlegény, Eszter vőlegénye
- Witold Gombrowicz: Yvonne, burgundi hercegnő/ Kamarás
- John Steinbeck: George és Lennie/ Candy
- Zénó Apostolache–Pinczés István–Pozsgai Zsolt: Diploma után/ Tamburás Mick
- Shakespeare: Lear király/ Edmund, Gloster törvénytelen fia
- John Millington Synge: A nyugati világ bajnoka/ Christopher Mahon
- Shakespeare: Macbeth/ Macbeth
- Tamási Áron: Boldog nyárfalevél/ Dobola Paská
- Samuel Beckett: Godot-ra várva/ Estragon
- Balassi Bálint: Szép magyar komédia/ Sylvanus
- Euripidész: Médeia/ Iason
- Shakespeare: Othello, a velencei mór/ Othello, mór tábornok
- Gyurkó László: A búsképű/ A búsképű lovag, Don Quijote de la Mancha
- Bertolt Brecht: Jóembert keresünk!/ Jang Szun, állástalan repülő
- Molière: Nők iskolája/ Arnolphe, más néven De La Souche úr
- Carlo Gozzi: A szarvaskirály/ Cigolotti piaci krónikás
- Barabás Olga: Partok, szirtek, hullámok/ Tom
- Shakespeare: Romeó és Júlia/ Mercutio, a herceg rokona, Romeo barátja
- Heltai Jenő: Tündérlaki lányok/ Petrencey Gáspár
- Georges Feydeau: Bolha a fülbe/ Carlos Homenides de Histangua
- Madách Imre: Az ember tragédiája/ Lucifer
- Ödön von Horváth: Kasimir és Karoline/ Kasimir
- Tömöry Péter–Horváth Károly: A nőpápa/ Siegfried
- Federico García Lorca: Vérnász/ Leonardo
- Henrik Ibsen: Peer Gynt/ Gomböntő
- Shakespeare: Szeget szeggel/ Angelo, a helytartója
- Hans Christian Andersen–Sebestyén Rita: Királykék/ Szegénylegény
- Ivan Szergejevics Turgenyev: Isten hozott, szellő/ Beljajev, Kolja tanítója
- Tersánszky Józsi Jenő: Kakuk Marci/ Tömpe Ambró, a kertész
- Grimm testvérek: Hamupipőke/ (Madár)
- Tamási Áron: Ősvigasztalás/ Törvénybíró/ Katona/ Csendőr
- Carlo Goldoni: Két úr szolgája a komédiaszínházban/ Florindo Aretusi, Beatrice szerelme
- Euripidész: Alkésztisz/ Admétosz
- Nóti Károly–Fényes Szabolcs: Nyitott ablak/ Őrmester
- Molière: Don Juan/ Don Juan, Don Louis fia
- Tamási Áron: Vitéz lélek/ Katona
- Stephen Schwartz: Godspell/ szereplőként feltüntetve
- Geoffrey Chaucer: Chaucer úr meséi/ szereplőként feltüntetve
- Stanislaw Ignacy Witkiewicz: Vizityúk/ Gazfickó/ De Korbowa-Korbowski Richard
- Henrik Ibsen: A nép ellensége/ Billing, Népújság újságírója
- Nyikolaj Vasziljevics Gogol: Háztűznéző/ Sztyepan, Padkaljószin szolgája
- Molière: Scapin furfangjai/ Szilveszter, Octave szolgája
- Presser Gábor–Sztevanovity Dusán–Horváth Péter: A padlás/ Révész, Barrabás, B.
- Szép Ernő: Vőlegény/ Lala, hetedikes gimnazista
- Jevgenyij Lvovics Svarc: Az árnyék/ Az Árnyék
- Carlo Goldoni: A hazug/ Ottavio
- Euripidész: Íphigeneia Auliszban/ Fiú
- Jevgenyij Griskovec: Hogyan ettem kutyát/ rendező

Figura Stúdió Színház
- 1991/92 – Grimm testvérek–Bocsárdi László: Piroska és a farkas / Piroska
- 1992/93 – Samuel Beckett–Lantos László: A játszma vége alapján: Koponyatorony /Sámán
- 1992/93 – Sławomir Mrożek–Bocsárdi: Ház a határon /Munkás
- 1992/93 – Castellano de Castellani–Bocsárdi: Tékozló fiú /Tékozló fiú
- 1993/94 – Balassi Bálint–Bocsárdi: Szép magyar komédia /Szilvánus

#### Publikációi
- Pálffy Tibor:  A színész munkája: Mi kritika még? Színek és ének.  Korunk,   (2012)   40–53. o.
- Pálffy Tibor:  Folyamatos testfigyelem (A színészi munkáról).  Játéktér,  III. évf.  1. sz. (2014)   39–44. o.[3]

## Filmes és televíziós szerepei
- Tündérkert (2023) ...Iszkender pasa

## Egyéni díjak, kitüntetések
- 1998 – Legjobb Férfialakítás Díja : Admétosz- Euripidész: Alkésztisz ; ATELIER Nemzetközi Alternatív Színházi Fesztivál, Sepsiszentgyörgy.
- 2000 – Alakításdíj: Gomböntő – Henrik Ibsen: Peer Gynt; Kisvárdai Határon Túli Színházak XI. Fesztiválja. Rendező : Barabás Olga
- 2003 – Soros Ösztöndíj
- 2003 – Kisvárda Város Díja – megosztva Váta Loránddal A csoda és Partok szirtek, hullámok című előadásban a társulati színészi munkát inspiráló kivételesen intenzív színpadi jelenlétéért – Kisvárdai Határon Túli Színházak XV. Fesztiválja.
- 2003 – Gyulai Várszínház Őze Lajos-díj – kiemelkedő alakításdíj – Aaron szerepéért – William Shakespeare: Titus Andsonicus; Gyulai Várszínház; Rendező: Bocsárdi László
- 2004 – Jászai Mari-díj
- 2007 – A Legjobb férfi alakítás díja a Határon Túli Magyar Színházak XVIII. Fesztiválján, Kisvárdán, Christopher Mahon szerepéért a Nyugati világ bajnoka című előadásban
- 2008 – Legjobb férfi epizódszereplő díja a VIII. Pécsi Országos Színházi Találkozón, a Kamarás szerepéért a Witold Gombrowicz: Yvonne, burgundi hercegnő című előadásban
- 2009 – Uniter díj jelölés a Legjobb férfi mellékszereplő kategóriában a Kamarás alakításáért Witold Gombrowicz: Yvonne, burgundi hercegnő című darabjában
- 2010 – a Legjobb férfi főszereplő díja Alceste alakításáért Molière: A mizantróp (r. Bocsárdi László) című előadásban – Magyar Színházak XXII. Fesztiválja, Kisvárda
- 2025 – Gábor Miklós-díj A viharban nyújtott alakításért[forrás?]

### Jelölések
- Don Juan szerepéért – ATELIER Nemzetközi Alternatív Színházi Fesztivál, 1999
- Kasimir szerepéért – ATELIER Nemzetközi Alternatív Színházi Fesztivál, 2001
- Ilja próféta szerepéért – Legjobb férfi főszereplő–Bőgel József, Színikritikusok Díja 2001/2002
- Ilja próféta szerepéért – Legjobb férfi főszereplő–Koltai Tamás, Színikritikusok Díja 2001/2002
- Bakk Lukács – Legjobb férfi mellékszereplő–Sándor L. István, Színikritikusok Díja 2001/2002
- Bakk Lukács – Legjobb férfi mellékszereplő– Szűcs Katalin, Színikritikusok Díja 2002/2003
- Bakk Lukács – Legjobb férfi főszereplő – Tompa Andrea – Színikritikusok Díja 2002/2003